# خزش (فیلم ۲۰۱۹)
خزش (به انگلیسی: Crawl) یک فیلم در ژانر فاجعه‌ای ترسناک به کارگردانی الکساندر آژا است که در سال ۲۰۱۹ منتشر شد. از بازیگران آن می‌توان به کایا اسکودلاریو و بری پپر (بازیگر فیلم نجات سرباز رایان) اشاره کرد.
پارامونت پیکچرز این فیلم را در ۱۲ ژوئیه ۲۰۱۹ منتشر کرد. فیلم از نظر گیشه فروش خوبی به دست آورد به‌طوری که در کل دنیا 91میلیون دلار فروش کرد درحالی که بودجه آن 13میلیون دلار بود.

## داستان
داستان این فیلم در مورد یک طوفان سهمگین در فلوریدا آمریکا می‌باشد که باعث شده‌است یک دختر و پدرش در زیر زمین خانه خود گیر کنند در این میان متوجه می‌شوند چند تمساح نیز در زیر زمین خانه آنها زندگی می‌کنند که بر اثر طوفان به زیرزمین خانه کشیده شده‌اند. حال این دختر و پدر برای بقا و گیر نیفتادن در دام این تمساح‌ها تلاش می‌کنند.

## بازیگران
- کایا اسکودلاریو در نقش هیلی کلر
- بری پپر در نقش دیو کلر
- مرفید کلارک در نقش بث کلر